# Ennemond Alexandre Petitot
Ennemond Alexandre Petitot (Lyon, 1727 - Parma, 1801) fue un arquitecto neoclásico francés cuyo trabajo se encuentra sobre todo en la ciudad italiana de Parma.

## Biografía
Nacido en Lyon, en 1727, Petitot se formó como arquitecto siguiendo los estilos de Gabriel y Soufflot. De hecho, en 1741 entró en el estudio de Soufflot. En 1745 ganó el Premio de Roma y al año siguiente se trasladó a la Academia Francesa en Roma.
En 1753, fue llamado a Parma para hacerse cargo del puesto de primer arquitecto de la corte en la recién creada Academia de Parma. El primer ministro Guillaume Du Tillot le encomendó la renovación de la ciudad en estilo neoclasicista.

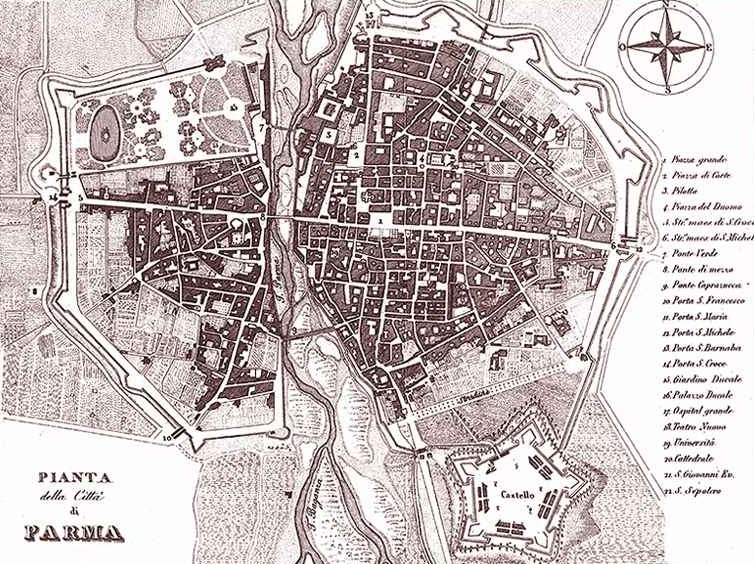

Los años 1759 a 1760 son de gran actividad urbanística en Parma. Se trazan nuevas calles, se construyen nuevos edificios y otros se reforman. En 1769 organizó los decorados y actos para la boda entre el duque Fernando y María Amelia de Habsburgo-Lorena.
Tras la dimisión de Tillot, Petitot se dedicó a la enseñanza en la Academia. Falleció en 1801, en su casa de Marore.

## Obra
Petitot dejó en Parma gran cantidad de proyectos grandiosos como la reestructuración del centro de Parma y del Palacio Ducal en 1766.
Otros grandes proyectos que realizó fueron el Palacio del Jardín, la iglesia de San Pedro en Parma y la iglesia de San Liborio en Colorno.
Esta última iglesia tiene planta semibasilical con bóvedas muy francesas y fachada inspirada en un arco de triunfo romano.